# 里龍山肺形草
里龍山肺形草（学名：Tripterospermum lilungshanensis）为龍膽科肺形草屬下的一个种。